# サンタクルーズ (カリフォルニア州)
サンタクルーズ（英: Santa Cruz、発音: [ˈsæntə ˈkruːz]）は、アメリカ合衆国カリフォルニア州中部サンタクルーズ郡最大の都市であり、同郡の郡庁所在地である。人口は6万2956人（2020年）。モントレー湾の北端にあり、サンフランシスコから南に115 kmにある。

## 街の概略
現在サンタクルーズ市がある所は、古代以来インディアンの居住地だった。18世紀の大半では、カリフォルニア・ミッションの動きなどアルタ・カリフォルニア探検期間にスペインが最も初期に開拓した地域の一つでもあった。19世紀、カリフォルニアがアメリカ合衆国の州になった後、サンタクルーズはそののどかな海浜と海岸レッドウッド森林で広く人気を博し、リゾート地として確立された。温暖な気候であり、自然美、教育機関、選択肢のある生活様式および社会的にリベラルな傾向でも知られている。市内にはカリフォルニア大学システムの1つであるカリフォルニア大学サンタクルーズ校がある。

## 歴史

### オローニ族と先コロンブス期
18世紀にヨーロッパ人がこの地に到着する以前、オローニ族インディアンが住んでいた。

### 伝道とプエブロの時代
1769年、スペイン人探検家ガスパル・デ・ポルトラがモントレー湾に行こうとしている時に偶然サンタクルーズの近くに到着した。ポルトラは聖ローレンスに因んでそこの川をサンロレンソ川と名づけ、川の上の起伏のある丘陵は「サンタクルス」（聖なる十字架）と呼んだ。1791年、フェルミン・ラスエン神父がシャトゥ・ムのアワスワや周辺のオローニ族集落の改宗のために、「ラ・ミッション・デ・ラ・エハルタシオン・デ・ラ・サンタクルス（サンタクルーズ伝道所）の設立を宣言した。サンタクルーズ伝道所はカリフォルニアに設立された12番目の伝道所だった。
いっぽう、現在の市の東部は世俗的な集落として異なる歴史をたどった。1789年のヌートカ事件（en、今のカナダのバンクーバー島でイギリス船をスペインが拿捕した事件）の後、スペインはイギリスの脅威に備える必要を認識した。1796年4月、ヌエバ・エスパーニャ副王ブランシフォルテ侯爵ミゲル・デ・ラ・グルア・タラマンカ・イ・ブランシフォルテの命令により、アルタ・カリフォルニアにおけるスペインの領有権を保全するため、現在のサンタクルーズ市東部に、副王に因んでビジャ・デ・ブランシフォルテと呼ぶ集落を造った。ブランシフォルテは、ロサンゼルスおよびサンノゼと並び、3つしかないカリフォルニアの世俗的な町のひとつだった。後、1905年にブランシフォルテは川向こうのサンタクルーズ市に併合された。
1820年代、独立したばかりのメキシコがこの地域の支配を始めた。1833年から翌年にかけて、伝道所は世俗化された。
その後の20年間、アメリカ合衆国からの移民が多数到着するようになった。1848年、米墨戦争の終戦に続くグアダルーペ・イダルゴ条約により、メキシコはアルタ・カリフォルニアをアメリカ合衆国に割譲した。1850年、この割譲地の中からカリフォルニアは最初の州になった。

### 社会的活動
サンタクルーズはリベラルで革新的な行動主義中心として、医療行為にマリファナの使用を認める最初期の都市となった。1992年、市民はこれを認めるメジャーAを圧倒的に承認した。また、医療マリファナのためのWo/Men's同盟の設立者、バレリー・コーラルとマイク・コーラルを麻薬取締局が逮捕したとき、州の医療マリファナ法を法廷で評価させることを申請したカリフォルニア州の都市群に入ってもいた。この裁判はマリファナ栽培者に有利に裁定された。2005年、市の市政委員会は住民が医療マリファナを手に入れることを支援する市政府部門を設立した。2006年の住民投票でメジャーKが成立し、マリファナに関する法の執行を「最下位優先事項」とした。
市内には活動的な退役兵社会がある。統一退役兵評議会が政府による救済策の代替手段として、退役兵の社会復帰を進める地域に根ざしたプログラムを後援している。海外戦争の退役兵のビル・モットー第5888支部はサンタクルーズや国内の反戦・平和活動を後押ししている。退役兵記念ビルではサンタクルーズや世界中のパンク、レゲエ、ヒップホップの公演が行われている。ここはビル・モットーが後援する感謝祭やクリスマスのディナーの会場にもなる。これらディナーは第5888支部が1970年代後半に開始した。2006年の感謝祭ディナーには1,400人が集まった。
非暴力のための資源センターは1976年に設立され、サンタクルーズ郡で政治的かつ社会的活動を行う非営利組織としては最古かつ中心となる組織の一つである。この組織は「非暴力による社会変革という原則を普及し、人間生活の質と人の尊厳を高めることに務める」ことに貢献している。1998年、サンタクルーズ市は非核地帯を宣言した。2003年にはサンタクルーズ市政委員会がイラク戦争を非難することではアメリカ合衆国で最初の市政委員会となった。またアメリカ合衆国パトリオット法に反対する宣言を発した。
著名なフェミニズム活動家ニッキ・クラフトとアン・サイモントンがサンタクルーズ市に住んでおり、「プレイング・マンティス（カマキリ）旅団」を結成した。この集団は1980年代に「ミス（myth）カリフォルニア・ページェント」を組織化し、女性の見せ物化と美の称賛神話に反対している。ミス（myth）カリフォルニアの行事は、1920年代以来サンタクルーズ市で行われてきた「ミス・カリフォルニア」のコンテストと同時に開催されている。その抗議は食肉を纏った女性がコンテスト入口周辺に強姦された女性の血を注ぐこと等であり、9年間続けて行われた結果、コンテストはサンタクルーズ市で開催されなくなった。サイモントンは非営利集団「メディア・マッチ」を設立して運営し、女性や少数民族のメディアにおけるイメージを監視し批判している。1983年から毎年、「Take Back the Night（あの夜を取り戻せ）」の蝋燭通夜、集会、行進を開催しており、女性に対する暴力に焦点を当てて抗議している。
市内にはサンタクルーズ独立メディアセンターなど多くの自前メディアプロジェクトによって表されるように、活発な独立系メディアの社会がある。海賊FMラジオ局フリー・レイディオ・サンタクルーズは10年以上活動しており、市民の様々な層から活発な参加を得ている。「インセンディオ」は英語とスペイン語を話す世界中のアナーキストと、ラテンアメリカで起こっている無政府、先住民文化、生態および社会的闘争とを繋いでいる2か国語雑誌である。また活動的な独立系情報発信源もある。

## 気候
サンタクルーズ市は年間を通して温暖であり、冷涼で雨の多い冬と暖かく大半は乾燥した夏が特徴の地中海性気候である。モントレー湾に近いために、特に夏の夜間や朝に霧や低い雲が発生することが多い。
| サンタクルーズの気候              | サンタクルーズの気候 | サンタクルーズの気候 | サンタクルーズの気候 | サンタクルーズの気候 | サンタクルーズの気候 | サンタクルーズの気候 | サンタクルーズの気候 | サンタクルーズの気候 | サンタクルーズの気候 | サンタクルーズの気候 | サンタクルーズの気候 | サンタクルーズの気候 | サンタクルーズの気候 |
| 月                                | 1月                  | 2月                  | 3月                  | 4月                  | 5月                  | 6月                  | 7月                  | 8月                  | 9月                  | 10月                 | 11月                 | 12月                 | 年                   |
| --------------------------------- | -------------------- | -------------------- | -------------------- | -------------------- | -------------------- | -------------------- | -------------------- | -------------------- | -------------------- | -------------------- | -------------------- | -------------------- | -------------------- |
| 最高気温記録 °C （°F）            | 27 (81)              | 29 (85)              | 31 (88)              | 34 (94)              | 37 (98)              | 41 (106)             | 41 (105)             | 39 (103)             | 42 (107)             | 39 (103)             | 33 (92)              | 31 (87)              | 42 (107)             |
| 平均最高気温 °C （°F）            | 15.5 (59.9)          | 16.9 (62.5)          | 17.9 (64.3)          | 19.8 (67.7)          | 21.4 (70.6)          | 23.2 (73.8)          | 23.7 (74.6)          | 24.1 (75.3)          | 24.6 (76.3)          | 22.9 (73.2)          | 19 (66.2)            | 15.8 (60.5)          | 20.4 (68.7)          |
| 平均最低気温 °C （°F）            | 4 (39)               | 5 (41)               | 6 (42)               | 6.3 (43.3)           | 8 (46.4)             | 9.7 (49.4)           | 10.9 (51.6)          | 11 (51.8)            | 10.4 (50.8)          | 8.4 (47.2)           | 5.9 (42.7)           | 3.9 (39.1)           | 7.4 (45.3)           |
| 最低気温記録 °C （°F）            | −6 (22)              | −4 (24)              | −2 (28)              | −1 (31)              | 1 (33)               | 2 (36)               | 4 (40)               | 3 (38)               | 2 (36)               | −1 (30)              | −3 (27)              | −7 (19)              | −7 (19)              |
| 降水量 mm （inch）                | 170 (6.7)            | 135 (5.3)            | 112 (4.4)            | 56 (2.2)             | 18 (0.7)             | 5 (0.2)              | 3 (0.1)              | 3 (0.1)              | 8 (0.3)              | 30 (1.2)             | 99 (3.9)             | 135 (5.3)            | 770 (30.3)           |
| 出典：Weatherbase.com August 2010 |                      |                      |                      |                      |                      |                      |                      |                      |                      |                      |                      |                      |                      |

## 経済
サンタクルーズ市の主幹産業は農業、観光業、教育およびハイテクである。有機農業運動の中心であり、多くの特産物があり、カリフォルニア州認定有機農家の本部がある。観光資源ではサンタクルーズ・ビーチボードウォーク海浜木道、セコイアの森、および海洋保護区として保護されているモントレー湾がある。

### サンタクルーズ市に本社を置く企業
サンタクルーズ市に本社を置く著名企業としては、クルジオ（地域のISP）、フルパワー・テクノロジーズ (Fullpower Technologies) 、オニール (O'Neill (brand)) 、プラントロニクス、RFマイクロデバイス (RF Micro Devices) 、ジロ、サンタクルーズ・バイシクル (Santa Cruz Bicycles) 、サンタクルーズ・スケートボード (NHS, Inc.) がある。この他、オドワラとサンタクルーズ・オペレーションが以前に本社を置いていた。

### 主要雇用主
レディングの包括的年間財務報告書2008年版によれば、市内の大きな雇用主トップ10は以下の通りである。
| 順位 | 雇用主                               | 従業員数 |
| ---- | ------------------------------------ | -------- |
| 1    | カリフォルニア大学サンタクルーズ校   | 4,679    |
| 2    | サンタクルーズ郡                     | 2,497    |
| 3    | サンタクルーズ市                     | 1,108    |
| 4    | プラントロニクス                     | 518      |
| 5    | サンタクルーズ・ビーチボードウォーク | 347      |
| 6    | コストコ                             | 255      |
| 7    | コミュニティ・ブリッジ               | 250      |
| 8    | クロウズネスト                       | 199      |
| 9    | サンタクルーズ・バイオテクノロジー   | 190      |
| 10   | ユナイテッド・パーセル・サービス     | 155      |

## 人口動態
以下は2000年の国勢調査による人口統計データである。
| 基礎データ - 人口: 54,593人 - 世帯数: 20,442世帯 - 家族数: 10,404家族 - 人口密度: 1,682.2人/km2（4,356.0人/mi2） - 住居数: 21,504軒 - 住居密度: 662.6軒/km2（1,715.8軒/mi2） 人種別人口構成 - 白人: 78.7% - アフリカン・アメリカン: 1.7% - ネイティブ・アメリカン: 0.9% - アジア人: 4.9% - 太平洋諸島系: 0.1% - その他の人種: 9.1% - 混血: 4.5% - ヒスパニック・ラテン系: 17.4% 年齢別人口構成 - 18歳未満: 17.3% - 18-24歳:20.5% - 25-44歳: 32.6% - 45-64歳: 21.0% - 65歳以上: 8.5% - 年齢の中央値: 32歳 - 性比（女性100人あたり男性の人口） - 総人口: 99.2 - 18歳以上: 97.9 | 世帯と家族（対世帯数） - 18歳未満の子供がいる: 25.1% - 結婚・同居している夫婦: 37.0% - 未婚・離婚・死別女性が世帯主: 9.6% - 非家族世帯: 49.1% - 単身世帯: 29.3% - 65歳以上の老人1人暮らし: 7.6% - 平均構成人数 - 世帯: 2.44人 - 家族: 2.98人 収入と家計 - 収入の中央値 - 世帯: 50,605米ドル（2007年推計59,172） - 家族: 62,231米ドル（2007年推計80,496） - 性別 - 男性: 44,751米ドル - 女性: 32,699 米ドル - 人口1人あたり収入: 25,758米ドル - 貧困線以下 - 対人口: 16.5% - 対家族数: 6.6% - 18歳未満: 12.5% - 65歳以上: 4.8% |

## 政治
カリフォルニア州議会では、上院の第11および下院の第27選挙区に属している。連邦議会下院ではカリフォルニア州第17選挙区に属しており、クック投票動向指数は民主党+17となっている。連邦議会下院のサム・ファーを始め2010年時点で全て民主党議員が務めている。

## 交通
カリフォルニア州道1号線と同17号線がサンタクルーズ市を抜ける主要道路である。地理的にサンタクルーズ山脈とモントレー湾に挟まれているために州道1号線はやや混雑している。オーシャン通りに入る州道1号線北行きと17号線南行きのランプは、そのきついカーブのために「釣り鉤」と呼ばれている。高規格道路とこのインターチェンジを拡幅する計画が2006年に始まり、2008年に完成した。

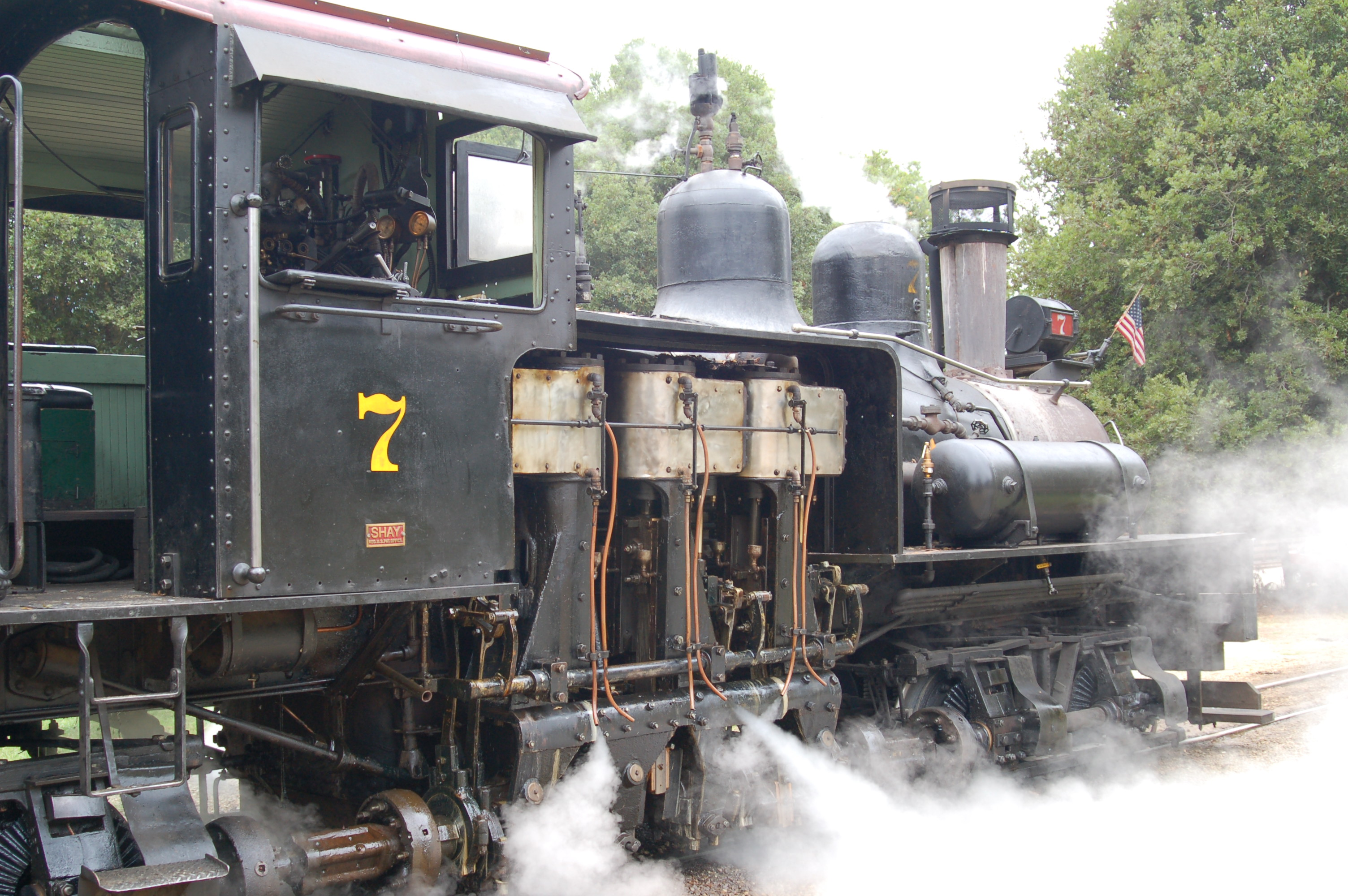
No. 7 ソノラ クラス C シェイ
ビッグツリーズ鉄道

サンタクルーズ都市圏交通地区（メトロ）が郡内のバス便を運行している。メトロはサンタクララバレー交通局とアムトラックと共同でサンタクルーズ市とサンノゼ市を繋ぐバス便を運行しており、サンノゼ・ディリドン駅でカルトレインに乗換が可能である。サンタクルーズ市とサンフランシスコ・ベイエリアの都市や主要空港との接続はiridethebus.orgのサイトでチェックできる。グレイハウンドのバス便もサンタクルーズ市を通っている。
商業便のある近い空港はサンノゼ国際空港、モントレー半島空港、サンフランシスコ国際空港およびオークランド国際空港である。一般用途空港ではワトソンビル市民空港が南東8マイル (13 km) にあって最も近い。
市内には広範な自転車道や自転車専用レーンのネットワークがある。主要道路の大半に専用レーンがあり、サンタクルーズ・ビーチボードウォークに近いビーチ通りには最近広く豪華な自転車専用レーンが設けられた。またサンロレンソ川沿いには堤防自転車道がある。鉄道の海岸線側の自転車と歩行者の道、レイル・トレイルが建設中である。
サンタクルーズ・ビッグツリーズ・アンド・パシフィック鉄道がサンタクルーズ・ビーチボードウォークとフェルトンのローリングキャンプとの間でディーゼル電気観光列車を走らせている。途中にはヘンリー・コーウェル・レッドウッド州立公園があり、有名なレッドウッド・グローブ歩道がある。

## 教育

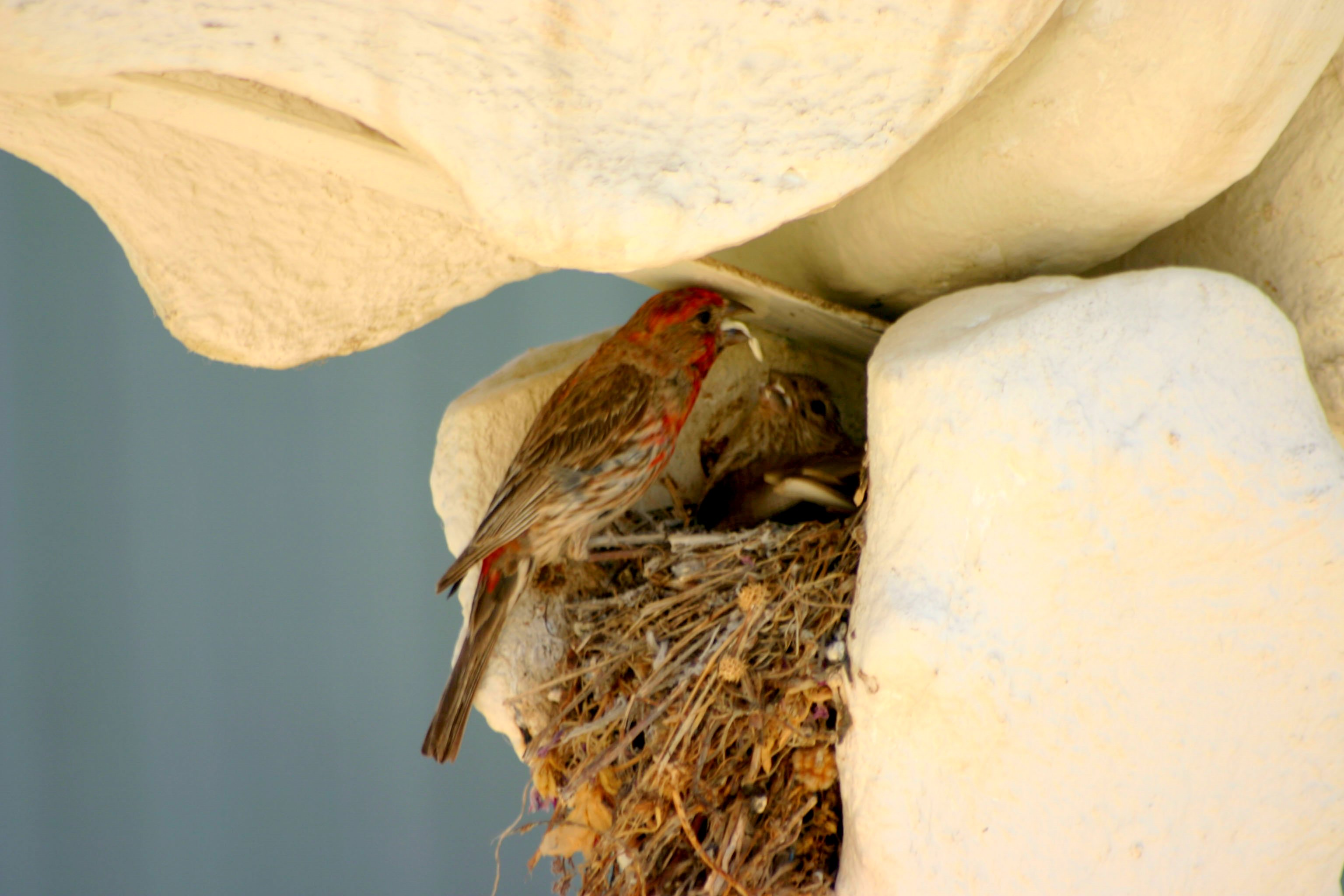
ロング・海洋研究所の鯨骨格に巣を作るメキシコマシコ

市内にはハーバー高校、パシフィック・カレッジエイト・スクール（7年生から12年生までのチャーター・スクール）、ジョージアナ・ブルース・カービー予備学校（6年生から12年生の私立学校）、サンタクルーズ高校、カリフォルニア大学サンタクルーズ校、カブリロ・カレッジ（近くのアプトスにキャンパスがあり、サンタクルーズ市内にも幾つか教室がある）およびファイブ・ブランチズ大学など著名な教育機関がある。
ロング・海洋研究所は市の西端にある海洋研究機関である。

## 見どころ

### 中心街
サンタクルーズ市中心街はパシフィック・アベニューと隣接する通りで造る地区である。この地域は地元事業家が所有するショッピング地区（元はパシフィック・ガーデン・モールと呼ばれた）で知られ、市に文化中心となっている。ここには幾つかの書店や独立系映画館、キャタリスト・ナイトクラブ、生演奏をよくやっているバー、様々なストリートパフォーマンス、美術館および市民公会堂がある。その雰囲気は概して長閑でリラックスしている。人々は音楽を演奏し歌っている。週末にはパシフィック・アベニューとフロント通りの角で、地元のブラジル出身者やポルトガル語を話す人々の代表がダンスの競技会を行っている。「サンタクルーズを奇妙な状態に保つ」という地元の運動があり、ロバート・ステフェンという紳士がパシフィック・アベニューを、ピンクの女性服、ピンクのメーキャップ、ピンクのパラソルを持って歩いて、このスローガンを表現した。「サンタクルーズを奇妙な状態に保つ」運動は、この一文を含むサンタクルーズ市で製造された商品の宣伝文句から採られた。
ロイ・ライデルは元パシフィック・ガーデン・モールで景観デザインを担当しており、その他にも美術歴史博物館横のアボット広場、歴史的オクタゴンのルル、ソーケル・アベニュー沿いブランシフォーテ広場、タウンクロック広場、カリフォルニア大学サンタクルーズ校のコミュニケーションビル、ディアパークセンター、サンタクルーズ市役所別館、およびアルフレッド・ヒッチコック荘園などを手掛けた。
中心街はサンロレンソ川によって形成された低地に位置し、1862年から1958年までの間に少なくとも18回の洪水に襲われた。特に被害が甚だしかったのは1955年12月22日に起きた「クリスマス洪水」で、9人が死亡した。その後1982年にも洪水に襲われた。
1989年のロマ・プリータ地震の時、元パシフィック・ガーデン・モール沿いの幾つかの建物が破壊された。この中にはボザール建築様式の元裁判所で1960年代にクーパーハウスとして再開されていたものも含まれていた。クーパーハウスは中心街の中心として広く認められ、毎日ドン・マカスリンのバンド「ウォームス」が屋外生演奏を行っていた。中にはレストランとバーがあり、1980年代は何人か所有者が代わったが、一貫して町の人々、そのお客、および「レインボウ・ジンジャー」のような地元の芸人を集め、その屋外パティオでカクテル、料理、音楽を提供し、人間観察がメニューに入っていた。地震の後はパシフィック・ガーデン・モールという昔の名前が取り去られ、ROMAデザイングループによる新しい中心街のデザインが採用された。パシフィック・アベニュー沿いに残っている数少ない空き地も現在開発が進行中である。

### 公園、海浜、緑地

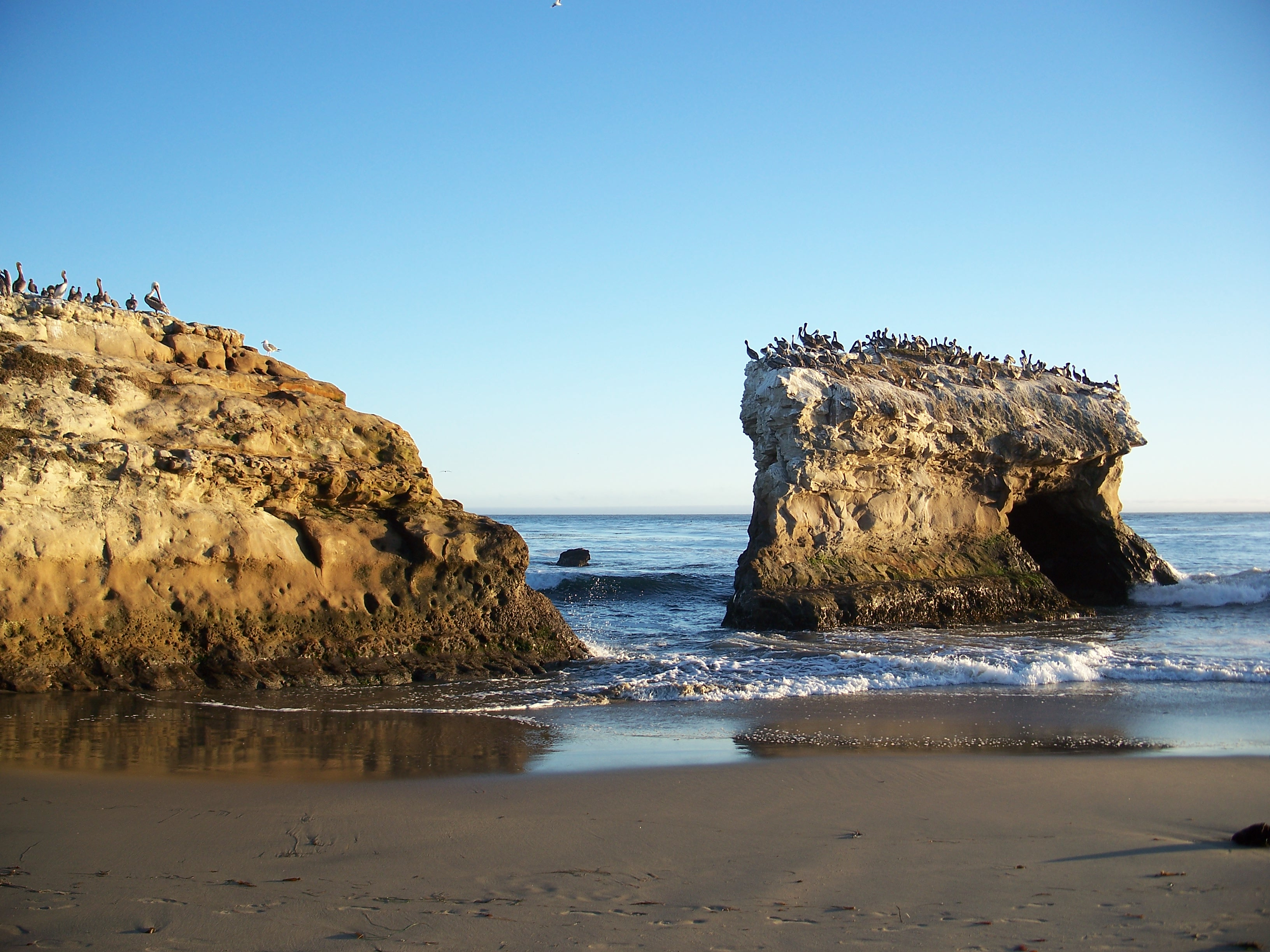
ナチュラル・ブリッジズ州立海浜

市内にはライトハウス・フィールド州立海浜、ナチュラル・ブリッジズ州立海浜、サンタクルーズ・ミッション州立歴史公園、ツインレイクス州立海浜およびシーブライト州立海浜など幾つかの州立公園や海浜がある。
アラナ・ガルチ、ライトハウス・フィールド、ムーア・クリーク、ニアリー・ラグーンおよびポゴニップという5つの緑地地区もある。ポゴニップは市が運営する公園であり、カリフォルニア大学サンタクルーズ校に隣接する開放空間である。ここにはレッドウッドの二次林や牧草地と幾つかの水流があり、また幾つかのハイキング道が交差している。ポゴニップには元カントリークラブもあり、そのゴルフコースやポロ競技場がある。この公園の名前はオローニ族インディアンの言葉「ポゴニップ」（氷霧）から採られた。他にも3つの地域公園と21の地区公園がある。

### レクリエーション

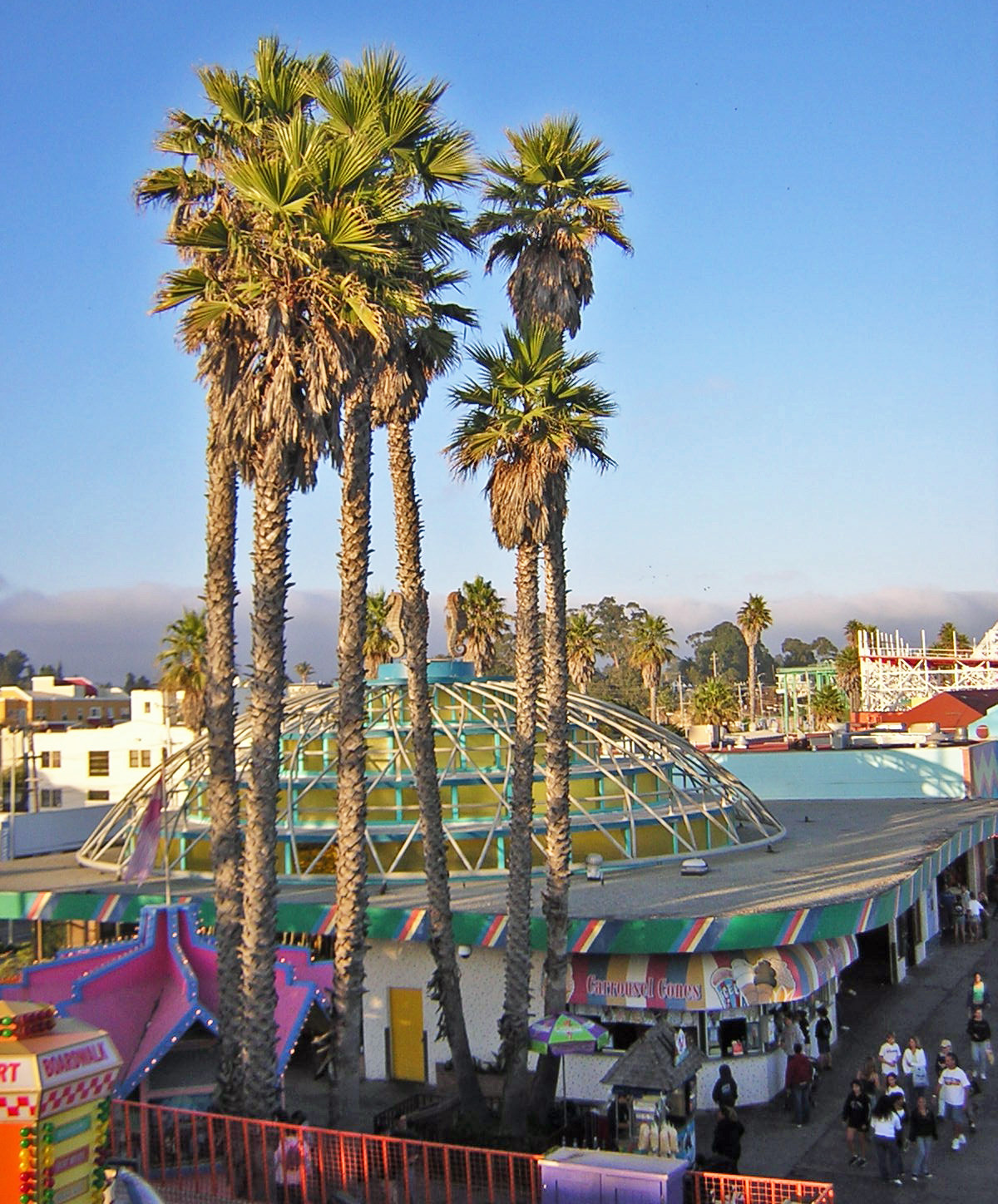
ボードウォークにあるカルーセル・ビル（メリーゴーラウンド）の屋上

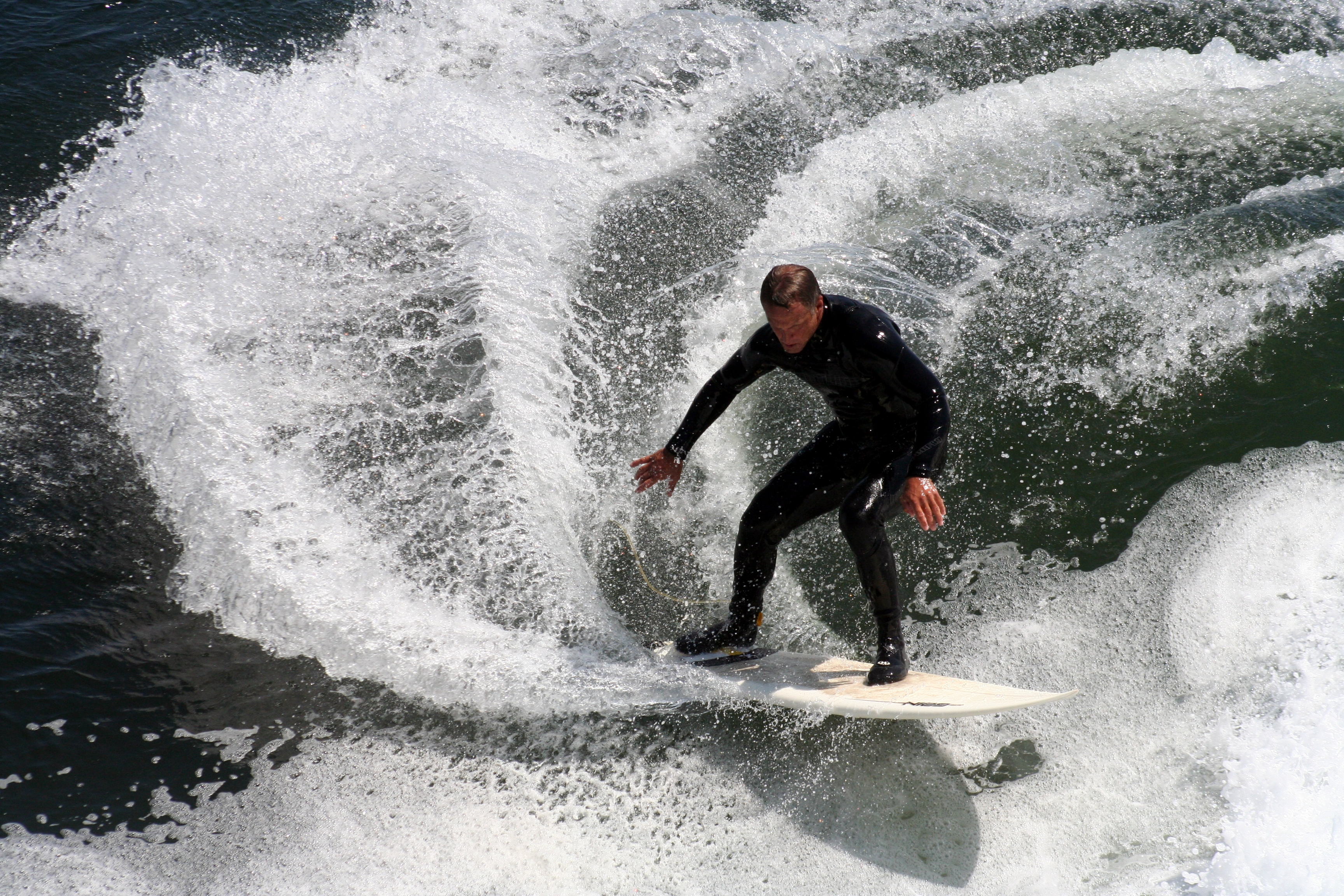
サーファー

サンタクルーズはセーリング、ダイビング、水泳、パドリングなど水上スポーツで知られており、世界でもサーフィンの最適スポットの一つと認められている。ここにはオニール・ウェットスーツやサンタクルーズ・サーフボーズがあり、またサンタクルーズ・スケートボーズやサンタクルーズ・バイシクルもある。市内にはダービー・スケート公園がある。サンタクルーズ・ビーチボードウォークはカリフォルニアでも最古のアミューズメントパークであり、州歴史史跡に指定された。このボードウォークは1911年に作られたチャールズ・I・D・ルーフの回転木馬や1924年に作られたジャイアント・ディッパー、ローラーコースターなどがあり、1915年以来サンタクルーズ・シーサイド・カンパニーが所有し、運営している。
カリフォルニア州でサーフィンについて最初期に出版されたものの中で、ハワイの王子達エドワード・ケリアホヌイ、デイビッド・カワナナコア、およびジョナ・カラニアナオレが、1885年7月にサンロレンソ川河口で、土地のレッドウッドを加工した板でサーフィンを行ったと記されている。スティーマーレーンやプレジャーポイントの近くで岩の海底がある海上での波は世界でも最適のサーフィン用波を作り出すとされており、ここを含め世界クラスのサーフィン用波を作り出すポイントが11か所ある。スティーマーレーンにある サンタクルーズ・サーフィン博物館には1930年代以来サンタクルーズの海浜でサーフィンを行ってきたサンタクルーズ・サーフィンクラブの会員が派遣されている。オニール・コールドウォーター・クラシックや国際ロングボード協会競技会など幾つかのサーフィン競技会が開催されており、世界から参加者を集めている。
サンタクルーズ桟橋は釣りや海洋動物のウォッチングなどレクリエーションに利用されることで知られている。地域の公園ではバード・ウォッチングや蝶々ウォッチングなどの機会があり、またスケートボード、自転車、キャンプ、ハイキング、ロッククライミングなどアウトドアスポーツも楽しめる。サーフィンやスケートボードの評判に加えて、ディスクゴルフなど代替スポーツでも知られている。サンタクルーズ・スケート公園は週7日無料で公開されている。デ・ラヴィーガ・ディスクゴルフ・コースが毎年開催されるマスターズカップなどディスクゴルフ協会のトーナメントを主催している。デ・ラヴィーガ・ディスクゴルフ・コースはディスクゴルフだけでなく、世界フライングディスク連盟が認定するワールド・ディスク・ゲームの2005年7月にサンタクルーズ市で開催されたものの会場となった。
サンタクルーズ市はフォルクスワーゲン・ビートルの愛好家にとって巨大なホットスポットと言われることが多く、毎年地元の自動車ショーに出展されている。フォルクスワーゲン・ビートルの限定版の1つである「ソーカル」バグがカリフォルニアのサーフカーとして全国的な注目を集めている。この車の多くが、時としてフォルクスワーゲン・バスと共にサンタクルーズ海浜で見ることができる。

### 「サーフシティ」を巡る論争
ハンティントンビーチ市が「サーフシティUSA」を登録商標に申請した後、サンタクルーズ市の政治家は米国特許商標庁がこの商標を登録するのを阻止するために動いてきた。というのもサンタクルーズ市の「サーフシティ」というニックネームについて10年間におよぶ論争があったからである。ハンティントンビーチ市は「サーフシティUSA」について7つの登録を獲得した。これら登録の全てが基本登録ではなく、二次登録なので「サーフシティUSA」について排他的な権利は持っていない。サンタクルーズ市のサーフショップであるショアライン・サーフショップとノーランズ・オン・ザ・ワーフの2店が「サーフシティ」を使う権利を守るためにハンティントンビーチ市を提訴した。両者は2008年1月に和解に達し、どちらも法的責任を認めず、請求や反体請求は取り下げられた。サンタクルーズ市のサーフショップはTシャツに「サーフシティ」をプリントし続け、観光局は商標を使う権利を保持している。2009年、「ロサンゼルス・タイムズ」のスティーブ・マーブルはニュースブログで「本当のサーフシティ？それはサンタクルーズ市だと雑誌が言っている」という記事を書き、「サーファー雑誌は、国内の良く知られたサーフィン町について波、料理、および雰囲気を検討した結果、サンタクルーズ市が『本当のサーフシティUSA』であると主張している。」と述べている。雑誌「サーファー」には「ハンティントンビーチ市がカリフォルニア州裁判所で『サーフシティUSA』という言葉を使う権利を得たかもしれないが、スティーマーレーンでサーフィンをしたことのある者ならだれでもその判断が間違っていることを知っている」と書かれている。

## 文化的見どころ
サンタクルーズ市には、カリフォルニア大学サンタクルーズ校植物園、ミッション・サンタクルーズ、サンタクルーズ自然史博物館、サンタクルーズ芸術歴史博物館、およびスティーマーレーン近くの灯台に入っているサンタクルーズ・サーフィン博物館など小型の見どころがある。

### 文化行事

サーファー記念碑、ライトハウス・フィールド州立海浜

- サンタクルーズ郡交響楽団 — 1958年設立、団員65人のプロ楽団であり、サンタクルーズ市民公会堂やワトソンビルのメロ・センターで定期的に演奏会を開催している。その他団員が学校訪問をしたり、児童のための無料コンサート、ファミリー・コンサート、ポップス・コンサートなどを開催している[46]。
- シェイクスピア・サンタクルーズ — カリフォルニア大学サンタクルーズ校で開催される毎年夏の祭、通常はシェイクスピア劇を2作、その他の劇を1作上演し、その多くはレッドウッドの間の屋外空間で上演されている[47]。
- サンタクルーズ映画祭 — 独立系映画制作者が映画ファンとその作品を共有する毎年の行事[48]。
- サンタクルーズ・プライド — サンタクルーズ市における性的好みと多様性を祝う毎年のパレード、パシフィック・アベニューで開催されている[49]。
- オープンスタジオ・アートツアー — 30年間以上続く芸術祭、地域周辺から芸術家やパトロンを惹き付けている[50]。
- オニール・コールドウォーター・クラシック — 毎年のサーフィン行事、人気の高いスティーマーレーンに観客を呼んでいる。
- ワーフ・トゥ・ワーフ・レース — 30年間以上毎年続くレース[51]
- ウッディーズ・オン・ザ・ワーフ — サンタクルーズ桟橋で毎年行われるウッディーズのショー[52]。
- サンタクルーズ・ファーマーズマーケット - 年数会開催される屋外マーケット、セントラルコースト地域の農業の多様性が見られ、持続可能な農業と有機食品に焦点を当てている。特産物としてはイチゴ、リンゴ、チョウセンアザミ、職人技ゴートチーズおよびアブラナなどがある。マーケットは水曜日に中心街で行われる[53]。

### 歴史史跡
国家歴史登録財に登録されている史跡は以下の通りである（日付は登録日）。
| - A・J・ハインズの家 (8/25/1983) - アラン・ブラウン・サイト (6/25/1981) - サンタクルーズ郡銀行 (3/15/1982) - ブランシフォーテ・アドビ (1/31/1979) - カーメリータ・コート (3/20/1986) - コープ・ローの家屋群 (1/28/1982) - コーウェル・ライム・ワークス歴史地区 (11/21/2007) | - エリアス・H・ロビンソンの家 (1/9/1998) - ファーフィールドパーク・ブランチ図書館 (3/26/1992) - グレン・キャニオン屋根付き橋 (5/17/1984) - ゴールデンゲイト・ビラ (7/24/1975) - ホテル・メトロポール (5/23/1979) - ライブオーク牧場 (7/10/1975) - サンタクルーズ・ルーフカルーセルとローラーコースター (2/27/1987) | - ミッションヒル地域歴史地区 (5/17/1976) - ニアリー・ロドリゲス・アドビ (2/24/1975) - オクタゴン・ビル (3/24/1971) - サンタクルーズ中心街歴史地区 (7/27/1989) - アメリカ合衆国郵便局サンタクルーズ本局 (1/11/1985) - 退役兵記念ビル (4/27/1992) |

- カリフォルニア州登録歴史資源に登録されている史跡は以下の通りである[54]。
  - ミッション・サンタクルーズ
  - センター・オブ・ビラ・デ・ブランシフォーテ
  - サンタクルーズ・ビーチボードウォーク

## メディア

### テレビとラジオ
モントレー・サリナス統計都市圏は様々な地元テレビ局の放送を視聴でき、222,900世帯と全米では第124位の指定市場である。モントレーなどに本局を置く12のテレビ局が電波を送っている。
ラジオ局はAM放送が1局、FM放送が7局聴取できる。

### 新聞
サンタクルーズ・センティネルが市内唯一の日刊紙である。無償の週刊紙には1975年創刊のグッドタイムズとサンタクルーズ・ウィークリー（1994年にメトロ・サンタクルーズの名で創刊）があったが、2014年に前者が後者に買収され、より有名なグッドタイムズの名前で統合された。
カリフォルニア大学サンタクルーズ校が独自にシティ・オン・ア・ヒル・プレスとユーモア紙フィッシュ・ラップ・ライブ！を発行している。

### 姉妹都市
サンタクルーズ市は世界の5つの都市と姉妹都市を結んでいる。
- 日本、和歌山県 新宮市 - 1974年、サンタクルーズ市のカレッジ学生3人が新宮市で1年間（1973年-1974年）生活し、歴史ある熊野塾合気道学校で合気道の強化合宿を行ったときに姉妹都市が締結された
- イタリア、セストリ・レヴァンテ - 1980年
- ウクライナ、アルシュタ (Alushta)  - 1984年、ソビエト連邦が衰えている時期に結ばれた
- ニカラグア、ヒノテペ (Jinotepe, Carazo)  - 1990年
- フランス、ビアリッツ、2022年

かつて、ベネズエラのプエルト・ラ・クルス (Puerto la Cruz) とも姉妹都市を結んでいた。
サンタクルーズ市中心街郵便局に隣接して記念碑があり、小さな円形広場の周りにある大理石の柱の上には銅製の姉妹都市地図がある。